# SWEG
Südwestdeutsche Landesverkehrs-GmbH (SWEG) — транспортна компанія на південному заході Німеччини, що обслуговує залізничні та автобусні лінії. 
На 100% належить федеральній землі Баден-Вюртемберг. 

24 липня 2017 року злиття між SWEG і Хохенхоллерисхе Ланідесбан (ХхЛ) схвалено органами влади районів Зігмарінген і Цоллернальб, кожна з яких володіє 14% акцій HzL, та землею Баден-Вюртемберг, яка окрім власності SWEG також володіє 72% HzL. Злиття відбулось 1 січня 2018 року
.
Дочірня компанія Отенао С, що повністю належить SWEG, також обслуговує лінії, що належать ДБ А₴ в околицях Оффенбурга. СВЕ₴ також володіє 50% акцій Бріиес₴фао С, яка надає подібні послуги в околицях Фрайбург-ім-Брайсгау. 

## Залізнична інфраструктура
SWEG Schienenwege GmbH (SSG), як компанія залізничної інфраструктури, експлуатує такі лінії загальною довжиною 210 км у трьох підмережах:

### Мережа ну Есеаʼн

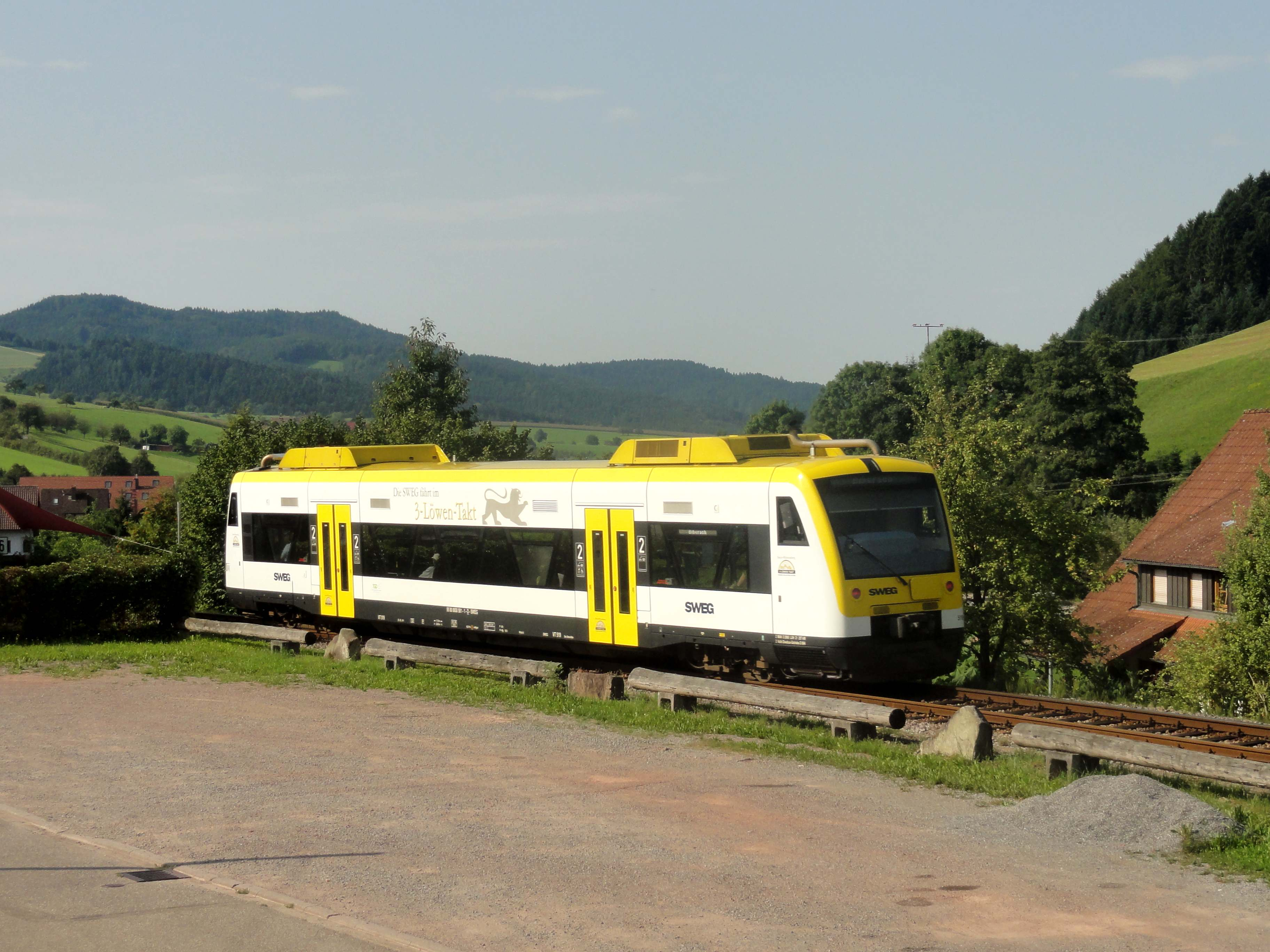
Regio-Shuttle SWEG в Обергармерсбах (2017)

- Ахертальбан(інші мови): Ахерн – Оттенгефен (10,7 км)
- Бюль – Штолльгофен(інші мови) – Грефферн(інші мови) (лише вантажний рух, 14,6 км)
- Гармерсбахтальбан(інші мови): Біберах – Обергармерсбах – Рірсбах (10,6 км)
- Кайзерштульбан: Готтенгайм – Рігель-ам-Кайзерштуль – Брайзах (40,2 км)
- Мюнстертальбан: Бад-Кроцінген – Мюнстерталь (10,9 км)[7]

З квітня 2017 року до кінця листопада 2019 року Кайзерштульбан розширено та електрифіковано на трьох дільницях. 

### Мережа ХхЛ
З 26 червня 2018 року інфраструктура колишнього Hohenzollerische Landesbahn AG також належить SWEG Schienenwege GmbH.
- Залізниця Еях — Гехінген(інші мови) (27,9 км)
- Залізниця Енгштінген — Зигмаринген(інші мови) (42,9 км)
- Залізниця Зігмарінгендорф — Ганферталь(інші мови) (9,7 км)
- Залізниця Гехінген — Гаммертінген(інші мови) (27,0 км)
- Залізниця Балінген — Ротвайль[de]: Балінген – Шемберг (12,9 км)
- Брегтальбан(інші мови): Гюфінген – Бройнлінген (2,8 км)

У жовтні 2024 року досягнуто домовленості, що SWEG стане майбутньою компанією залізничної інфраструктури для Тальгангбану Альбштадт — Ебінген — Альбштадт — Онстметтінген. 

### Іеив₴ив
Раніше у складі HzL
- Зеесле(інші мови): Штаринген – Штокках (17,0 км), працює від імені району Констанц